# Konstandinos Kuis
Konstandinos Kuis (grec. Ντίνος Κούης; ur. 23 listopada 1955 w Ewosmos) – były grecki piłkarz grający na pozycji środkowego pomocnika.

## Kariera klubowa
Konstandinos Kuis piłkarską karierę rozpoczął w drugoligowym Agrotikós Astéras w 1972 roku. W 1974 przeszedł do Arisu Saloniki, w którym grał do końca kariery do 1991 roku. Podczas tego okresu największym jego sukcesem było zdobycie wicemistrzostwa Grecji 1980 oraz zajęcie trzeciego miejsce w lidze w 1979 i 1981 roku. Indywidualnie Kuis w 1981 roku był królem strzelców Alpha Ethniki, zdobywając 21 goli. Ogółem w ciągu 17 lat gry w Arisie Kuis wystąpił w 473 meczach, w których strzelił 132 bramki, co jest rekordem w klubie z Salonik.

## Kariera reprezentacyjna
W reprezentacji Grecji Konstandinos Kuis występował w latach 1979–1984. W 1980 roku uczestniczył w Mistrzostwach Europy 1980, który był pierwszym międzynarodowym sukcesem w historii greckiego futbolu reprezentacyjnego. Na Euro 80 Kuis wystąpił we wszystkich trzech przegranych meczach grupowych z Holandią i Czechosłowacją oraz zremisowanym z RFN. Ogółem w reprezentacji Hellady wystąpił w 33 meczach i strzelił 7 bramek.

## Kariera trenerska
Po zakończeniu kariery piłkarskiej Kuis został trenerem piłkarskim. Jako trener prowadził: Anagennisi Giannitsa, Olympiakos Wolos, AO Kerkira, Karditsa FC i Agrotikos Asteras.